# Onychogonia flaviceps
Onychogonia flaviceps là một loài ruồi trong họ Tachinidae.